# عابد عازریه
عابد عازریه (عربی: عابد عازریة؛ زادهٔ ۱۹۴۵) خواننده و آهنگساز اهل کشور فرانسه است. وی اصالتاً اهل کشور سوریه است.